# King Crimson
King Crimson je angleška glasbena skupina, ki sta jo leta 1969 ustanovila kitarist Robert Fripp in bobnar Michael Giles. Njihov stil se največkrat označuje kot progresivni rock, čeprav so se približali tudi jazzu, klasični glasbi, eksperimentalni glasbi, »novemu valu« (angleško New Wave), heavy metalu, folku in gamelan glasbi. Čeprav skupina nikoli ni bila zares popularna in se ni predvajala na radiu, je zaradi svoje inovativnosti postala zelo vplivna, mnogi so jo posnemali. Njihov prvi album, In the Court of the Crimson King se priznava za temelj progresivnega rocka.
V poznih šestdesetih so popularizirali melotron, na začetku sedemdesetih so raziskovali jazz in ga pozneje mešali s pionirskim heavy metalom. Skupina je za nekaj let razpadla, v začetku osemdesetih pa se je obnovila v povsem drugačni zasedbi. Takrat je na njihov zvok vplival New Wave in gamelan glasba. V devetdesetih so z novo zasedbo združili vplive iz sedemdesetih in osemdesetih, na začetku tisočletja pa je iz King Crimson nastalo več skupin, imenovanih ProjeKcts.
Kljub stalni menjavi članov in večkratnemu razpadu skupine, je ta trenutno še vedno dejavna. Edini stalni član King Crimson, kitarist Robert Fripp, je po razpadih sestavil več različnih zasedb skupine, ki so bile med seboj zelo različne. Kljub temu se ni nikoli imel za vodjo benda. Zanj je King Crimson »način ustvarjanja«, saj je glasba, kljub pogosti menjavi članov, ostala unikatna in inovativna.

## Zgodovina

### Šestdeseta
Avgusta 1967 sta bobnar Michael Giles in njegov brat, basist Peter objavila oglas, s katerim sta poskušala najti pevca-organista. Nanj se je odzval Robert Fripp, kitarist, ki ni pel. Skupaj so ustanovili trio Giles, Giles and Fripp in posneli album The Cheerful Insanity of Giles, Giles and Fripp.
Ker album ni bil zelo uspešen, se je prvotna zasedba začela spreminjati. Prvi se jim je pridružil multi-instrumentalist Ian McDonald, ki je igral klaviature in pihala ter pisal pesmi. K sodelovanju je povabil pesnika Petra Sinfielda, ki je bil tisti čas član skupine Infinity, katere članica je bila kratek čas tudi pevka Fairport Convention Judy Dyble. McDonald je pisal glasbo, Sinfield pa besedila, ena njunih prvih pesmi je bila »The Court of the Crimson King«. Frippov prijatelj iz otroštva, pevec in kitarist Greg Lake, je zamenjal Petra Gilesa na bas kitari. Tako je bila prva zasedba King Crimson ustanovljena 30. novembra 1968. Kmalu za tem so kupili melotron, ki je postal značilnost skupine na prvih albumih. Ime King Crimson (ang. Kralj škrlatni) si je izmislil Peter Sinfield in naj bi bilo sopomenka za Belzebuba, kralja demonov. Po Frippu naj bi bila beseda Belzebub prevzeta iz arabske fraze »B'il Sabab«, kar pomeni »mož z namenom«. Prvotni izraz pa naj bi bil »ba'al zebul«, tj. »Gospodar visokega položaja«.
King Crimson so prvič nastopili 9. aprila 1969, širši javnosti pa so se predstavili kot predskupina Rolling Stonesom v Hyde Parku, London, julija 1969 pred množico 650.000 ljudi. Svoj prvi album, In the Court of the Crimson King so izdali oktobra istega leta pri založbi EG Records. Pete Townshend, kitarist skupine The Who ga je opisal kot »skrivnostno mojstrovino«. Album je bil zelo vpliven na področju progresivnega rocka v zgodnjih sedemdesetih.
Po koncertih v Angliji, so imeli tudi turnejo po ZDA. Zaradi nesoglasij med člani, je prvotna zasedba svoj zadnji koncert odigrala 16. decembra 1969. Ian McDonald in Michael Giles sta zapustila skupino in skupaj posnela album McDonald and Giles. McDonald je bil leta 1976 med ustanovnimi člani skupine Foreigner.

### Sedemdeseta
Zasedba King Crimson se je v sledečih letih zelo spreminjala. V triu so ostali Fripp, Sinfield in Lake. Leta 1970 so izdali singl »Cat Food/Groon«.. V tem času so že ustvarjali skladbe za njihov drugi album, In the Wake of Poseidon, ki zelo spominja na njihov prvi album.. Skupini so se pri snemanju pridružili Mel Collins na pihalih, Gordon Haskell je prispeval vokal pri eni pesmi, Peter Giles pa je igral bas kitaro na več skladbah. Za vokalista se je na avdiciji potegoval tudi Elton John. Lake je po tem albumu zapustil skupino in ustanovil Emerson, Lake and Palmer. Tako je King Crimson ostala brez vokalista, dokler se ji ni pridružil Gordon Haskell, ki je igral bas kitaro na njihovem tretjem albumu, Lizard, ki je že kazal močne vplive jazza in klasike. Bobne je igral Andy McCulloch, Jon Anderson, vokalist skupine Yes pa je pel le na eni pesmi. Haskell in McCulloch sta zapustila skupino še preden je bil album izdan.
Na avdiciji sta bila za nova člana skupine izbrana bobnar Ian Wallace in vokalist Boz Burell. Fripp je Burrella, ki je samo pel in ni igral nobenega instrumenta, naučil igrati bas kitaro. King Crimson so leta 1971 z novo zasedbo odšli na svojo drugo turnejo in izdali nov album Islands, ki je tako kot prva dva znan po melotronu. Konec tega leta jih je zapustil Peter Sinfield in se pridružil Emerson, Lake & Palmer. Naslednje leto so znova odšli na turnejo po ZDA, po njej pa se je skupina nameravala raziti. Posnetki s te turneje so bili pozneje izdani na 'live' albumu Earthbound. Zvok na albumu je izredno slabe kvalitete, glasbeno pa so se v tem času približali funku in jazzu, velik del albuma je tudi improviziran. Po turneji so Collins, Wallace in Burrell zapustili King Crimson in skupaj z britanskim blues kitaristom Alexisom Kornerom ustanovili bend Snape. Burrell je pozneje postal basist skupine Bad Company.
Fripp je znova začel iskati nove člane. Med njimi so bili improvizacijski tolkalist Jamie Muir, vokalist in basist John Wetton, violinist in klaviaturist David Cross ter bobnar Bill Bruford, ki je zapustil komercialno uspešnejšo skupino Yes. Sinfielda je v pisanju pesmi zamenjal Richard Palmer-James, Wettonov prijatelj.
Proti koncu leta 1972 so odšli na turnejo, marca naslednje leto pa so izdali album Larks' Tongues in Aspic. Znan je postal predvsem po inovativni eksperimentalni glasbi, ki se je zelo razlikovala od prejšnjih albumov, vpeljala je tudi metal, ki je v tistih časih šele nastajal. Muir je zaradi nesreče na koncertu skupino zapustil še pred izidom albuma in se pridružil budističnemu samostanu na Škotskem. Sledila je daljša turneja, na kateri je King Crimson začela snemati material za nastajajoči album, Starless and Bible Black, ki je izšel januarja 1974. Večina posnetkov na albumu je s koncertov, čeprav ga po navadi prištevajo med studijske izdelke.
Med turnejo po Evropi in Ameriki leta 1974, je David Cross zapustil skupino po koncertu v Centralnem parku v  New Yorku. Preostali trio je med poletjem posnel album Red. Na njem so kot gostujoči glasbeniki sodelovali: Robin Miller na oboi, Marc Charig na kornetu ter bivši člani skupine: Mel Collins na sopranskem saksofonu, violinist David Cross na koncertni improvizaciji »Providence«, Ian McDonald pa na alt saksofonu. McDonald se je znova nameraval pridružiti skupini, medtem ko je bil Fripp vse bolj razočaran nad glasbenim poslom, ob prebiranju del Georga Gurdjieffa pa se mu je zdelo, da se bliža konec sveta. Trio z albuma Red ni nikoli odšel na turnejo, saj je Fripp dva meseca pred izdajo albuma oznanil dokončen razpad skupine. »Posthumno« so izdali še koncertni album USA. Zaradi tehničnih težav z zvokom je Eddie Jobson na nekaterih skladbah naknadno posnel zvok violine in klaviatur. Album so morali zaradi omejenosti vinilne plošče tudi skrajšati.

### Osemdeseta
Leta 1981 je Fripp znova začel zbirati člane za novo skupino, čeprav sprva ni nameraval obnoviti King Crimson. 
Najprej je k sodelovanju povabil bivšega člana King Crimson, bobnarja Billa Bruforda. Nato se jima je pridružil Tony Levin, ki je pred tem sodeloval z Johnom Lennonom in Yoko Ono , Petrom Gabrielom in drugimi. Poleg tega da je igral bas kitaro, je v skupino prinesel nov zvok s Champan Stick. Nazadnje se jim je pridružil kitarist Adrian Belew, ki je bil na turneji s Talking Heads, pred tem pa je sodeloval z Davidom Bowiem in Frankom Zappo. Fripp dotlej ni igral z drugim kitaristom v enem bandu, torej je z novo zasedbo hotel ustvariti glasbo, ki bi bila drugačna od prejšnjih zasedb King Crimson. Belew je tudi pel in pisal besedila za pesmi. Pod imenom Discipline je četverica prvič koncertirala spomladi 1981.
Oktobra istega leta so se že predstavljali pod imenom King Crimson. V tej zasedbi so izdali tri albume: Discipline (1981), Beat (1982) in Three of a Perfect Pair (1984). Beat je bil prvi album, ki je bil posnet v povsem enaki zasedbi, kot njegov predhodnik. Poleg tega je bil tudi prvi, ki ga ni produciral član skupine. Album je bil poimenovan po generaciji beatnik, ki jo opisujejo tudi pesmi, kot sta »Neal and Jack and Me« in »The Howler«. Belew je Frippu celo priporočil roman Jacka Kerouaca Na cesti, ki ga je navdihnil pri pisanju skladb.
Na to zasedbo King Crimson je vplival tudi takrat bolj popularen »New Wave«, kar lahko pripišemo Belewemu in Frippovemu sodelovanju s Talking Heads in Davidom Bowiejem, Levinovemu s Petrom Gabrielom ter Frippovemu solo albumu Exposure in njegovemu stranskemu projektu z League of Gentlemen. Fripp je z novimi King Crimson hotel ustvariti gamelan rock glasbo, z dvema kitaristoma in kompleksnimi ritmi se je namreč poskušal približati glasbi, ki jo igrajo indonezijske gamelan zasedbe. Po Three of a Perfect Pair je skupina znova razpadla za celo desetletje. Medtem je Fripp ustanovil založbo Discipline Global Mobile, ki izdaja plošče King Crimson in njenih stranskih projektov. Leta 1985 je začel tudi glasbeno šolo Guitar Craft za kitariste.

### Devetdeseta in pozneje
King Crimson so se znova združili leta 1994, tokrat sta se zasedbi iz osemdesetih pridružila Trey Gunn s Chapman stick ter bobnar Pat Mastelotto. Ta »dvojni trio« je leta 1994 izdal kratko ploščo VROOM, ki ji je naslednje leto sledil studijski album THRAK. Leta 1996 so izdali še avantgardni improvizacijski koncertni album THRaKaTTaK. King Crimson so v tej zasedbi združili elemente dveh kitar iz osemdesetih ter metalski zvok iz albuma Red. Kljub uspešnosti in pozitivnim kritikam, sekstet ni obstajal dolgo.
Proti koncu stoletja je založba Discipline Global Mobile poleg izdelkov King Crimson, začela izdajati tudi dela njenih stranskih projektov. Nastalo je namreč več skupin, imenovanih »ProjeKcti« (One, Two, Three ... Six), ki so posnele več prostih improvizacij, podobnih tistim na albumu THRaKaTTaK. Te so zaradi svojevrstnosti in manjka melodije težke za poslušanje. Založba DGM je leta 1998 ustanovila King Crimson Collector's Club, ki redno izdaja koncertne posnetke iz vseh obdobij skupine in se jih lahko tudi naloži z interneta.
Ko sta Bruford in Levin zaključila s ProjeKcti, sta zapustila s skupino, da bi lahko sodelovala z Earthworks in Petrom Gabrielom oz. Sealom. Belew, Fripp, Gunn in Mastelotto so še naprej sodelovali, saj so leta 2000 izdali album The ConstruKction of Light, na katerem je tudi skladba »Heaven and Earth« z istoimenskega albuma ProjeKcta X, izdanega isto leto. King Crimson so v tem času nastopali po turnejah in igrali skupaj s Tool
Skupina je nadaljevala z ustvarjanjem, leta 2002 so izdali kratko ploščo Happy With What You Have to Be Happy With, naslednje leto pa še album The Power to Believe, ki mu je sledila promocijska turneja. Novembra 2003 je Trey Gunn zapustil skupino, zamenjal pa ga je nekdanji basist King Crimson Tony Levin. Novi ProjeKct Six, katerega člana sta bila Fripp in Belew, je leta 2006 koncertiral na turneji po ZDA in Japonskem.
Leta 2002 so se nekateri bivši člani King Crimson iz njenih zgodnjih zasedb združili v skupino 21st Century Schizoid Band, ki je igra skladbe iz njihovih prvih albumov.
21. septembra 2006 je za posledicami infarkta umrl bivši član skupine Boz Burrell, pet mesecev pozneje pa še Ian Wallace za rakom na požiralniku.

## Glasba
Fripp je skupino King Crimson opisal kot »način ustvarjanja«,, saj skupina še vedno deluje, kljub mnogim spremembam v članstvu in instrumentaciji.

### Vplivi
Glasba zgodnjih King Crimson je izhajala iz rocka šestdesetih, predvsem acida in psihedelije, saj so na koncertih igrali priredbe pesmi kot sta »Get Thy Bearings« skupine Donovan in »Lucy in the Sky« skupine The Beatles. Za razliko od prejšnjih skupin pa so King Crimson iz svojega rocka izvzeli bluesovske vplive in jih nadomestili s klasičnimi. Tako so na koncertih in svojem drugem albumu In the Wake of Poseidon igrali priredbo skladbe »Mars« iz Holstove suite Planeti, ki pa so jo zaradi avtorskih pravic imenovali »The Devil's Triangle«. Fripp je potrdil, da je na njihovo glasbo vplival tudi Béla Bartók. Kot posledica vseh teh vplivov se album In the Court of the Crimson King označuje kot temeljno delo simfoničnega in progresivnega rocka.
Prav tako je na njihovo glasbo močno vplival jazz, predvsem je znana skladba »21st Century Schizoid Man«. V osemdesetih pa so jemali vplive iz gamelan glasbe in sodobnejših skladateljev, kot so  Philip Glass, Steve Reich in Terry Riley.
King Crimson so bili vplivni tako v sedemdesetih, kot so še danes. V začetku so vplivali na skupini Genesis in Yes, ki sta od njih prevzeli stil simfoničnega melotronskega rocka. Člani skupine Tool priznavajo, da so od King Crimson prevzeli zelo veliko, njihov vokalist Maynard James Keenan se je celo pošalil: »Zdaj veste, koga smo prevarali. Samo ne povejte nikomur, še posebej ne članom King Crimson.« Vplivali so tudi na grunge, saj je Kurt Cobain iz skupine Nirvana velikokrat omenil pomembnost albuma Red pri njegovem ustvarjanju. Omeniti je potrebno še Porcupine Tree, ki je skupaj s Tool in King Crimson (v zasedbi ProjeKcta Six) igrala na njihovih koncertih.
| Člani skupine Trenutna zasedba Robert Fripp - kitara , občasno melotron in klavir (1968–danes) Adrian Belew - kitara, vokal (1981–danes) Tony Levin - bas kitara , stranski vokal (1981–1999, 2003–danes) Pat Mastelotto - tolkala (1994–danes) Bivši člani Greg Lake - vokal (1968-70), bas kitara (1968–69) Peter Giles - bas kitara (1970) Gordon Haskell - bas kitara, vokal (1970) Boz Burrell - bas kitara, vokal (1971–72) John Wetton - bas kitara, vokal (1972–74) Trey Gunn - Warr kitara (1994–2003) Michael Giles - tolkala (1968–70) Andy McCulloch - tolkala (1970) Ian Wallace - tolkala (1971–72) Jamie Muir - tolkala (1972–73) Bill Bruford - tolkala (1972–1997) Peter Sinfield - besedila, lighting (1968–71) Richard Palmer-James - besedila (1972–1974) Ian McDonald - harmonij, lesena pihala, melotron (1968–69, spremljevalec leta 1974) Mel Collins - saksofon , flavta (1970–71) David Cross - violina , viola , flavta , melotron, klaviature (1972–74) Gostujoči glasbeniki Keith Tippett - klavir (1970–71) Mark Charig - kornet (1970–71, 1974) Robin Miller - oboa (1970–71, 1974) Nick Evans - pozavna (1970) Jon Anderson - vokal (1970) Paulina Lucas - vokal (1971) | Diskografija Studijski albumi In the Court of the Crimson King ( 1969 ) In the Wake of Poseidon ( 1970 ) Lizard (1970) Islands ( 1971 ) Larks' Tongues in Aspic ( 1973 ) Starless and Bible Black ( 1974 ) Red (1974) Discipline ( 1981 ) Beat ( 1982 ) Three of a Perfect Pair ( 1984 ) THRAK ( 1995 ) The ConstruKction of Light ( 2000 ) The Power to Believe ( 2003 ) Koncertni albumi Earthbound ( 1972 ) USA (1975) The Great Deceiver (1992, posnet 1973-1974) B'Boom: Live in Argentina (1995, posnet 1994 ) THRaKaTTaK ( 1996 , posnet 1995) Epitaph ( 1997 , posnet 1969) The Night Watch ( 1998 , posnet 1973) Absent Lovers: Live in Montreal (1998, posnet 1984) Cirkus: The Young Persons' Guide to King Crimson Live ( 1999 , posnet 1969-1998) Live in Mexico City (1999, posnet 1996) The ProjeKcts (1999, posnet 1997-1999) The Deception of the Thrush: A Beginners' Guide to ProjeKcts (1999, posnet 1997-1999) The Beginners' Guide to the King Crimson Collectors' Club (2000, posnet 1969-1998) Heavy ConstruKction (2000) VROOOM VROOOM (2001, posnet 1995-1996) Ladies of the Road ( 2002 , posnet 1971-1972) EleKtrik: Live in Japan (2003) The Power To Believe Tour Box (2003) |